# داخل شماره ۹
داخل شماره ۹ یک سریال تلویزیونی به شکل مجموعه آنتولوژی و کمدی سیاه انگلیسی است که برای اولین بار در سال ۲۰۱۴ پخش شد. این فیلم توسط ریس شیر اسمیت و استیو پمبرتون نوشته شده و توسط بی‌بی‌سی تهیه شده‌است. هر قسمت آن ۳۰ دقیقه ای و داستانی است که با شخصیت‌های جدید و تنظیم جدید پخش مش شود. در بین ستارگان هر قسمت، پمبرتون و شیر اسمیت یا حداقل یکی از آنها هستند.
غیر از نویسندگان، هر قسمت بازیگران جدیدی دارد که به داخل شماره ۹ اجازه می‌دهد تعدادی بازیگر مشهور را به خود جلب کند. داستانها به نوعی فقط با شماره ۹ پیوند دارند و البته یک مجسمه خرگوش برنجی که در پس زمینه همه قسمت‌ها قرار دارد. دکور شامل یک خانه حومه ای، یک عمارت گوتیک و یک انبار است. الهام بخش پمبرتون و شیر اسمیت برای داخل شماره ۹، یک قسمت از سریال شهر روانی، یک پروژه قبلی، بود که همه آن در یک اتاق واحد فیلمبرداری شد. خود آن قسمت هم به نوبه خود با الهام از طناب آلفرد هیچکاک ساخته شده‌است. در داخل شماره ۹ نیز واکنشی نسبت به شهر روانی بود، که داستانی طولانی‌تر از آن در چندین سری را نشان می‌داد.
مضامین و لحن‌ها از هر قسمت به قسمت دیگر متفاوت است، اما همه آنها عناصر کمدی و ترسناک یا طنز آشکار را دارند. اولین سری سریال در سال ۲۰۱۴ نمایش داده شد و شش قسمت معمولی و یک قسمت ویژه آنلاین را به نمایش گذاشت. سری دوم، که دوباره از شش قسمت تشکیل شده‌است، در سال ۲۰۱۵ نشان داده شد. سری سوم با قسمت ویژه کریسمس در دسامبر سال ۲۰۱۶ آغاز شد و پس از آن پنج قسمت دیگر از فوریه ۲۰۱۷ آغاز شد. این کار با تولید سری چهارم در سال ۲۰۱۸ دنبال شد. در سال ۲۰۱۸ یک قسمت ویژه هالووین وجود داشت و سری پنجم در سال ۲۰۲۰ نمایش داده شد. در ۹ مارس ۲۰۲۰ بی‌بی‌سی اعلام کرد که آنها برای دو سری دیگر از سریال توافق کرده‌اند.
در کل شماره ۹ از طرف منتقدینی که طنز و خلاقیت فیلمنامه‌ها و همچنین استعداد بازیگران برجسته را می‌پسندند، بسیار مورد استقبال قرار گرفته‌است. مفسران، آن را «نه کمتر از فریبنده» و «به‌طور مداوم قانع کننده» توصیف کرده‌اند، ستایش ویژه ای را برای "یک شب آرام در"، "۱۲ روز کریستین" و "معمای ابوالهول " دریافت کرده‌است.
داخل شماره ۹ جایزه طرح و طنز را در سی و پنجمین جشنواره بین‌المللی Banff World Media Awards Rockie دریافت کرد و در مراسم جشنواره رز طلایی ۲۰۱۶ جایزه کمدی را از آن خود کرد. این جایزه بهترین فیلم تلویزیونی سیت کام در جوایز فری ست ۲۰۱۴، جایزه پخش برای بهترین برنامه اصلی و در جوایز کمدی انگلیس ۲۰۱۴ هم برای بهترین برنامه کمدی جدید و هم برای بهترین درام کمدی نامزد شده بود. در دوره جوایز Comedy.co.uk به عنوان «بهترین درام تلویزیونی کمدی» در سالهای ۲۰۱۴، ۲۰۱۵، ۲۰۱۶ و ۲۰۱۷ رای آورد و در سالهای ۲۰۱۷ و ۲۰۱۸ «کمدی سال» نامگذاری شد.